# 阿普·纳哈萨皮马佩蒂隆
阿普·纳哈萨皮马佩蒂隆（英語：Apu Nahasapeemapetilon）是动画片《辛普森一家》中的角色，由汉克·阿扎里亚配音，并在剧集“搬弄是非的头”中首次出现。Kwik-E-Mart店主，是霍默·辛普森的朋友也是印度外來移民。他口頭禪是“謝謝你，歡迎下次再來。”有人認為，這樣子的性格是暗喻種族主義的諷刺動畫。